# Габріелла Дуейхі
Габріелла Дуейхі (30 квітня 1999) — ліванська плавчиня.
Учасниця Олімпійських Ігор 2016 року.